# Mallochohelea
Mallochohelea är ett släkte av tvåvingar som beskrevs av Wirth 1962. Mallochohelea ingår i familjen svidknott.

## Dottertaxa tillMallochohelea, i alfabetisk ordning[1][2]
- Mallochohelea aenipes
- Mallochohelea albibasis
- Mallochohelea albiclava
- Mallochohelea albihalter
- Mallochohelea alpina
- Mallochohelea aspera
- Mallochohelea atripes
- Mallochohelea aukurabis
- Mallochohelea australiensis
- Mallochohelea boettcheri
- Mallochohelea caudellii
- Mallochohelea errinae
- Mallochohelea flavidula
- Mallochohelea fluminea
- Mallochohelea hamata
- Mallochohelea hansfordi
- Mallochohelea hardyi
- Mallochohelea inermis
- Mallochohelea kirki
- Mallochohelea limitrofe
- Mallochohelea luaboensis
- Mallochohelea munda
- Mallochohelea nemoralis
- Mallochohelea nigripes
- Mallochohelea nitida
- Mallochohelea prominens
- Mallochohelea pullata
- Mallochohelea remota
- Mallochohelea sabroskyi
- Mallochohelea satelles
- Mallochohelea scandinaviae
- Mallochohelea senex
- Mallochohelea setigera
- Mallochohelea shibayai
- Mallochohelea sidis
- Mallochohelea silvicola
- Mallochohelea siricis
- Mallochohelea smithi
- Mallochohelea spinipes
- Mallochohelea stygia
- Mallochohelea sybleae
- Mallochohelea texensis
- Mallochohelea tianshanica
- Mallochohelea tumidicornis
- Mallochohelea turneri
- Mallochohelea unca
- Mallochohelea variegata
- Mallochohelea vernalis